# Pollos espaciales del espacio
Pollos espaciales del espacio (en inglés: Space Chickens in Space) es una serie animada de televisión australiana-mexicana-británica-irlandesa producida por Ánima Estudios en México, Studio Moshi en Australia, y distribuida por Cake Entertainment y coproducida por la reciente Gingerbread Animation con sede en Dublín y Disney EMEA.
La serie se estrenó en 9Go! en Australia el 30 de septiembre de 2018, en 2x2 en Rusia el 1 de enero de 2020, y tuvo su estreno de Disney XD en Europa, Medio Oriente y África el 19 de noviembre de 2018.
Descrita como una "serie de comedia de ciencia ficción surrealista" por los directores en un video de anuncio de Annecy, la serie fue creada por José C. García de Letona y Rita Street. Jordan Goucher es el showrunner de la serie, y está dirigida y diseñada por los gemelos noruegos Tommy y Markus Vad Flaaten. Desarrollado para TV por Alan Keane y Shane Perez.
Pollos espaciales del espacio está totalmente animada internamente en Studio Moshi (Australia) utilizando su canalización de animación Harmony híbrida a medida, incorporando una mezcla de animación de alta calidad dibujada a mano y aparejada. Studio Moshi proporcionó dirección de animación, diseño (personajes listos para la producción original y desarrollo mundial original), supervisión del guion gráfico e ilustraciones, animación digital hecha a mano, efectos visuales.
Se estrenó en España el 19 de noviembre de 2018 en Disney XD.

## Trama
Un trío de pollos, Chuck, Starley y Finley, son sacados de su hogar y matriculados por error en una antigua academia militar intergaláctica de élite. Se necesitaría toda su fuerza y trabajo en equipo para sobrevivir a cada escapada que tengan.

## Lista de episodios
| No. serie | No. temp. | Título                                                                        | Escrito por                            | Guion por                              | Estreno Original         | Estreno en Latinoamérica                                  | Estreno en España        |
| --------- | --------- | ----------------------------------------------------------------------------- | -------------------------------------- | -------------------------------------- | ------------------------ | --------------------------------------------------------- | ------------------------ |
| 1a        | 1a        | «Molestando a Thrognak» «Trolling Thrognak»                                   | Stewart Williams & Tim Allsop          | Jakob Foged                            | 30 de septiembre de 2018 | 27 de octubre de 2019 (preestreno)11 de noviembre de 2019 | 19 de noviembre de 2018  |
| 1b        | 1b        | «Cuidando a Blibli» «Bliblisitting»                                           | Shane Perez                            | Aaron Davies                           | 30 de septiembre de 2018 | 11 de noviembre de 2019                                   | 19 de noviembre de 2018  |
| 2a        | 2a        | «Mejor amigo» «Best Pal»                                                      | James Hamilton & James Huntrods        | Jakob Foged                            | 7 de octubre de 2018     | 14 de noviembre de 2019                                   | 21 de noviembre de 2018  |
| 2b        | 2b        | «El huevo» «The Egg»                                                          | Stewart Williams & Tim Allsop          | Barry Reynolds                         | 7 de octubre de 2018     | 15 de noviembre de 2019                                   | 22 de noviembre de 2018  |
| 3a        | 3a        | «Atori» «Atori»                                                               | Stuart Kenworthy                       | Barry Reynolds                         | 14 de octubre de 2018    | 13 de enero de 2020                                       | 22 de noviembre de 2018  |
| 3b        | 3b        | «Solo hay que actuar» «Players Gotta Play»                                    | James Phelan                           | Krystal Georgiou                       | 14 de octubre de 2018    | 14 de enero de 2020                                       | 20 de noviembre de 2018  |
| 4a        | 4a        | «El monstruo de ojos verdes» «Green-Eyed Monster»                             | Alan Keane                             | Luke Allen & Aaron Davies              | 21 de octubre de 2018    | 12 de noviembre de 2019                                   | 20 de noviembre de 2018  |
| 4b        | 4b        | «Creo que puedo volar» «I Believe I Can Fly»                                  | Shane Perez                            | Barry Reynolds                         | 21 de octubre de 2018    | 13 de noviembre de 2019                                   | 29 de noviembre de 2018  |
| 5a        | 5a        | «Mejores amigas» «Friendchip»                                                 | Mike Heneghan & Stuart Kenworthy       | Gavin Fullerto                         | 28 de octubre de 2018    | 20 de noviembre de 2020                                   | 30 de noviembre de 2018  |
| 5b        | 5b        | «El congelador del tiempo» «Freezing Awesome»                                 | Ciarán Morrison & Mick O'Hara          | Patricia Ross                          | 28 de octubre de 2018    | 21 de noviembre de 2019                                   | 30 de noviembre de 2018  |
| 6a        | 6a        | «Malos ídolos» «Idle Idols»                                                   | James Hamilton & James Huntrods        | Marylène Sun                           | 4 de noviembre de 2018   | 22 de noviembre de 2019                                   | 23 de noviembre de 2018  |
| 6b        | 6b        | «Intenta no reír» «Try Not to Laugh»                                          | Richard Preddy                         | Krystal Georgiou                       | 4 de noviembre de 2018   | 25 de noviembre de 2019                                   | 26 de noviembre de 2018  |
| 7a        | 7a        | «Pelea por comida» «Food Fight»                                               | Kristina Yee                           | Gavin Fullerton                        | 11 de noviembre de 2018  | 21 de enero de 2020                                       | 6 de marzo de 2019       |
| 7b        | 7b        | «Pobre Dweezil» «Poor Dweezil»                                                | James Hamilton & James Huntrods        | Dan Hamman                             | 11 de noviembre de 2018  | 22 de enero de 2020                                       | 5 de marzo de 2019       |
| 8a        | 8a        | «Floofy, Flibby, beso, beso» «Floofy Flibby Kiss Kiss»                        | Ciarán Morrison & Mick O'Hara          | Krystal Georgiou                       | 18 de noviembre de 2018  | 18 de noviembre de 2019                                   | 25 de febrero de 2019    |
| 8b        | 8b        | «Si duermes pierdes» «You Snooze You Cruise»                                  | James Phelan                           | Gavin Fullerton                        | 18 de noviembre de 2018  | 19 de noviembre de 2019                                   | 26 de febrero de 2019    |
| 9a        | 9a        | «El viaje mas lejano» «Three Trippion Parsec Trip»                            | Alan Keane                             | Jakob Foged                            | 24 de noviembre de 2018  | 26 de noviembre de 2019                                   | 27 de noviembre de 2018  |
| 9b        | 9b        | «El examen final» «Final Exam»                                                | Stewart Williams & Tim Allsop          | Barry Reynolds                         | 24 de noviembre de 2018  | 27 de noviembre de 2019                                   | 28 de noviembre de 2018  |
| 10a       | 10a       | «Chuck Alpha» «Alpha Chuck»                                                   | Mike Heneghan                          | Barry Reynolds                         | 26 de noviembre de 2018  | 15 de enero de 2020                                       | 27 de febrero de 2019    |
| 10b       | 10b       | «Ser Glargg» «Being Glargg»                                                   | Alan Keane                             | Krystal Georgiou                       | 24 de noviembre de 2018  | 16 de enero de 2020                                       | 28 de febrero de 2019    |
| 11a       | 11a       | «Volando tranquilos» «All Flying and Chill»                                   | Diarmuid O'Brien                       | Chuck Klein                            | 1 de diciembre de 2018   | 17 de enero de 2020                                       | 1 de marzo de 2019       |
| 11b       | 11b       | «Prisioneros» «Jail Birds»                                                    | Shane Perez                            | Barry Reynolds                         | 1 de diciembre de 2018   | 20 de enero de 2020                                       | 4 de marzo de 2019       |
| 12a       | 12a       | «Ommm-divinador» «Ommminous Foreshadowing»                                    | James Hamilton & James Huntrods        | Krystal Georgiou                       | 2 de diciembre de 2018   | 23 de enero de 2020                                       | 7 de marzo de 2019       |
| 12b       | 12b       | «A dibujar» «Draw Anything»                                                   | Ciarán Morrison & Mick O'Hara          | Barry Reynolds                         | 2 de diciembre de 2018   | 24 de enero de 2020                                       | 8 de marzo de 2019       |
| 13        | 13        | «TBA» «Academy Rules»                                                         | Tommy Vad Flaaten & Markus Vad Flaaten | Tommy Vad Flaaten & Markus Vad Flaaten | 8 de junio de 2019       | 2020                                                      | 2 de abril de 2019       |
| 14a       | 14a       | «Cadete Clarkk» «Cadet Clarkk»                                                | Evan Menzel                            | Marylène Sun                           | 9 de diciembre de 2018   | 2020                                                      | 24 de mayo de 2019       |
| 14b       | 14b       | «La infección» «Stop Bugging Me»                                              | Diarmuid O'Brien                       | Dan Hamman                             | 9 de diciembre de 2018   | 2020                                                      | 27 de mayo de 2019       |
| 15a       | 15a       | «Necesito espacio» «Personal Spacetime»                                       | James Hamilton & James Huntrods        | Marylène Sun                           | 15 de diciembre de 2018  | 25 de junio de 2020                                       | 12 de septiembre de 2019 |
| 15b       | 15b       | «Pollo en el huevo» «Chicken in the Egg»                                      | Mike Heneghan                          | Krystal Georgiou                       | 15 de diciembre de 2018  | 26 de junio de 2020                                       | 13 de septiembre de 2019 |
| 16a       | 16a       | «TBA» «Chuck's First Command»                                                 | Diarmuid O'Brien                       | Barry Reynolds                         | 31 de marzo de 2018      | 2020                                                      | 2 de septiembre de 2019  |
| 16b       | 16b       | «Cautiverio» «One of a Kind»                                                  | James Hamilton & James Huntrods        | Gavin Fullerton                        | 31 de marzo de 2018      | 24 de junio de 2020                                       | 11 de septiembre de 2019 |
| 17a       | 17a       | «Pío-pío Pollo-pollo» «Beat Beat Chicken Chicken»                             | Ciarán Morrison & Mick O'Hara          | Krystal Georgiou                       | 7 de abril de 2019       | 2020                                                      | 21 de mayo de 2019       |
| 17b       | 17b       | «Finley, el limpio» «Finley Cleanly»                                          | Evan Menzel                            | Dan Hamman                             | 7 de abril de 2019       | 2020                                                      | 20 de mayo de 2019       |
| 18a       | 18a       | «Internet» «The Chicken Feed»                                                 | Lucy Heavens                           | Valentina Delmiglio                    | 14 de abril de 2019      | 2020                                                      | 29 de mayo de 2019       |
| 18b       | 18b       | «Hechizos» «Quizardry»                                                        | Evan Menzel                            | Gavin Fullerton                        | 14 de abril de 2019      | 22 de junio de 2020                                       | 17 de septiembre de 2019 |
| 19a       | 19a       | «Roca azul» «Pale Blue Rock»                                                  | Shane Perez                            | Marylène Sun                           | 21 de abril de 2019      | 16 de junio de 2020                                       | 31 de mayo de 2019       |
| 19b       | 19b       | «Blibli al cuadrado» «Blibli Squared»                                         | Brydie Lee-Kennedy & Tobi Wilson       | Barry Reynolds                         | 21 de abril de 2019      | 2020                                                      | 23 de mayo de 2019       |
| 20a       | 20a       | «El buen chico» «The Good Guy Choice»                                         | Diarmuid O'Brien                       | Dan Hamman                             | 28 de abril de 2019      | 17 de junio de 2020                                       | 4 de septiembre de 2019  |
| 20b       | 20b       | «Gallinero presidencial» «Presidential Coop»                                  | James Phelan                           | Patricia Ross                          | 28 de abril de 2019      | 15 de junio de 2020                                       | 30 de mayo de 2019       |
| 21a       | 21a       | «Recon-Phil-iación» «Phil My Heart»                                           | Alan Keane                             | Jessica Toth                           | 5 de mayo de 2019        | 2020                                                      | 22 de mayo de 2019       |
| 21b       | 21b       | «TBA» «Snot Like This»                                                        | James Hamilton & James Huntrods        | Krystal Georgiou                       | 5 de mayo de 2019        | 2020                                                      | 17 de septiembre de 2019 |
| 22a       | 22a       | «Batalla mental» «No Brain No Pain»                                           | James Hamilton & James Huntrods        | Krystal Georgiou                       | 12 de mayo de 2019       | 22 de septiembre de 2020                                  | 28 de mayo de 2019       |
| 22b       | 22b       | «Quién lleva los pantalones?» «Who's Wearing the Cool Pants?»                 | Paul McKeown                           | Mark Flood                             | 12 de mayo de 2019       | 23 de junio de 2020                                       | 17 de septiembre de 2019 |
| 23a       | 23a       | «La sociedad secreta de la cosa secreta» «Secret Society of the Secret Thing» | James Hamilton & James Huntrods        | Jessica Toth                           | 19 de mayo de 2019       | 19 de junio de 2020                                       | 6 de septiembre de 2019  |
| 23b       | 23b       | «Malo, malo, malo» «Bad Bad Bad»                                              | Lucy Heavens                           | Marylène Sun                           | 19 de mayo de 2019       | 21 de septiembre de 2020                                  | 16 de septiembre de 2019 |
| 24a       | 24a       | «Huele a pollo» «Smells Like Chicken»                                         | Evan Menzel                            | Dan Hamman                             | 19 de mayo de 2019       | 18 de junio de 2020                                       | 5 de septiembre de 2019  |
| 24b       | 24b       | «El pollo más listo del lugar» «Smartest Chicken in Town»                     | James Phelan                           | Barry Reynolds                         | 26 de mayo de 2019       | 2020                                                      | 3 de septiembre de 2019  |
| 25a       | 25a       | «Niven, la vengadora» «Ultimate Niven»                                        | Lucy Heavens                           | Barry Reynolds                         | 2 de junio de 2019       | 23 de septiembre de 2020                                  | 18 de septiembre de 2019 |
| 25b       | 25b       | «Campamento fantasma-górico» «Camp Ghosty Pants»                              | Lucy Heavens                           | Patricia Ross                          | 2 de junio de 2019       | 24 de septiembre de 2020                                  | 19 de septiembre de 2019 |
| 26a       | 26a       | «TBA» «Chicken Out»                                                           | Ciarán Morrison & Mick O'Hara          | Gavin Fullerton                        | 9 de junio de 2019       | 25 de septiembre de 2020                                  | 20 de septiembre de 2019 |
| 26b       | 26b       | «TBA» «Chicken Back Again»                                                    | Ciarán Morrison & Mick O'Hara          | Gavin Fullerton                        | 9 de junio de 2019       | 28 de septiembre de 2020                                  | 20 de septiembre de 2019 |